# 伊尔-62
伊留申伊尔-62（/）（北约代号“文豪”Classic）是首款由蘇聯伊留申設計局设计的四发动机远程窄体客机。
伊尔-62於1960年宣佈其計劃，用以宣揚蘇聯的民用航空業，於1963年作首次飛行。在其首飞时，伊尔-62是当时世界上最大的喷气式客机。

## 設計

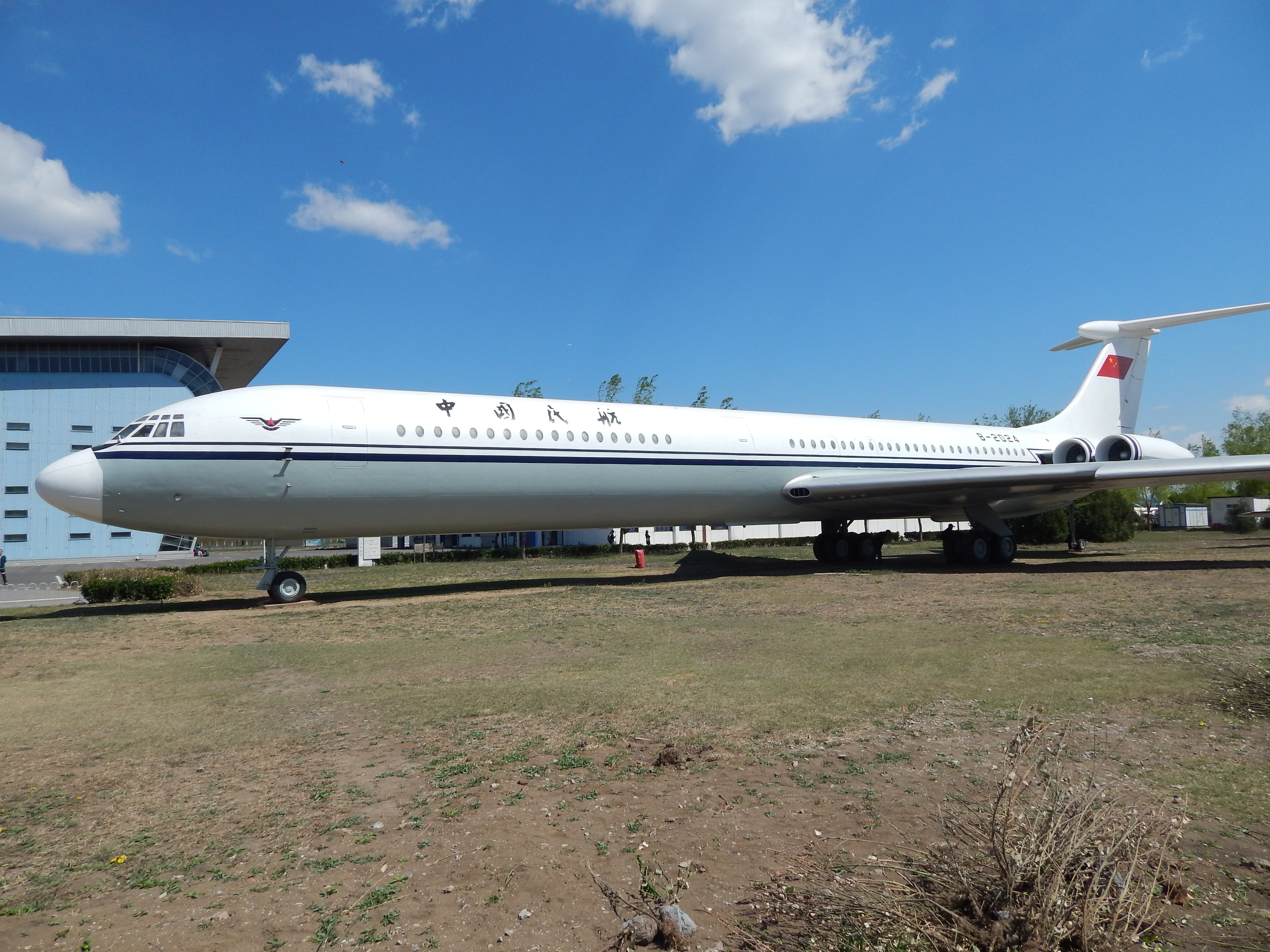
中國民航的伊尔-62客機

伊尔-62设计要求载客105人，可不着陆直飞莫斯科至纽约航线。1963年1月第一架原型机首飞，原计划装库兹涅佐夫HK-8涡轮风扇发动机，但未能按时交付，所以第一架原型机暂时改装留里卡涡轮风扇发动机，3架原型机进行了 4年试飞工作。
伊尔-62外形最显著的特点是采用T形尾翼，后机身左右两侧各并排安排两台发动机。这种设计的优点在于保证了机翼外形和气动布局的完整性。但缺点在于因为机尾安装发动机位置的影响，不得不采用高平尾布局，增加了垂直尾翼结构的复杂性和重量。同时机体出现空载与满载状态重心移动距离较大的问题，装卸货物时可放下液压操纵的双轮支柱支撑后机身。
伊尔-62是苏联第一种采用非圆截面机身设计的带增压式客舱的飞机，同样也是苏联第一种采用单排六座布局（3+3，单通道）的喷气式客机（采用涡桨引擎的图-114客机同样采用此种设计）。伊尔-62也是苏联第一种装备国际标准航行灯的客机。

## 运营
1967年9月15日，伊尔-62首次执飞莫斯科至蒙特利尔航线，1968年7月开始飞莫斯科至纽约航线，后来代替图-114执行从莫斯科飞伦敦、巴黎、东京等航线，成为前苏联民航主要国际航线客机。由于伊尔-86和伊尔-96远程客机在商业上的失败，同时其他新型远程客机数量较少，伊尔-62及其改进型号不得不继续充当俄罗斯民航运营远程国际航线的主力，这些飞机大多安装了新型导航、通信系统及降低噪音和污染的发动机短舱，以满足有关适航规定。
中国在1972-1974年间引进5架伊尔-62。1974年作为国家领导人专机首次飞抵纽约出席联合国大会第六届特别会议，伊尔-62主要执行北京始发的欧洲和苏联航线。1987年10月民航北京管理局最后一架伊尔-62型2022号飞机退出航班飞行，此后这5架飞机散落在国内各处，中国航空博物馆还保留着一架完整的伊尔-62。
相比于其它新型远程客机，伊尔-62及其改进型号的运营成本相对较高。2008年金融危机之后，仍在运营的伊尔-62及其改进型号的数量大大减少。

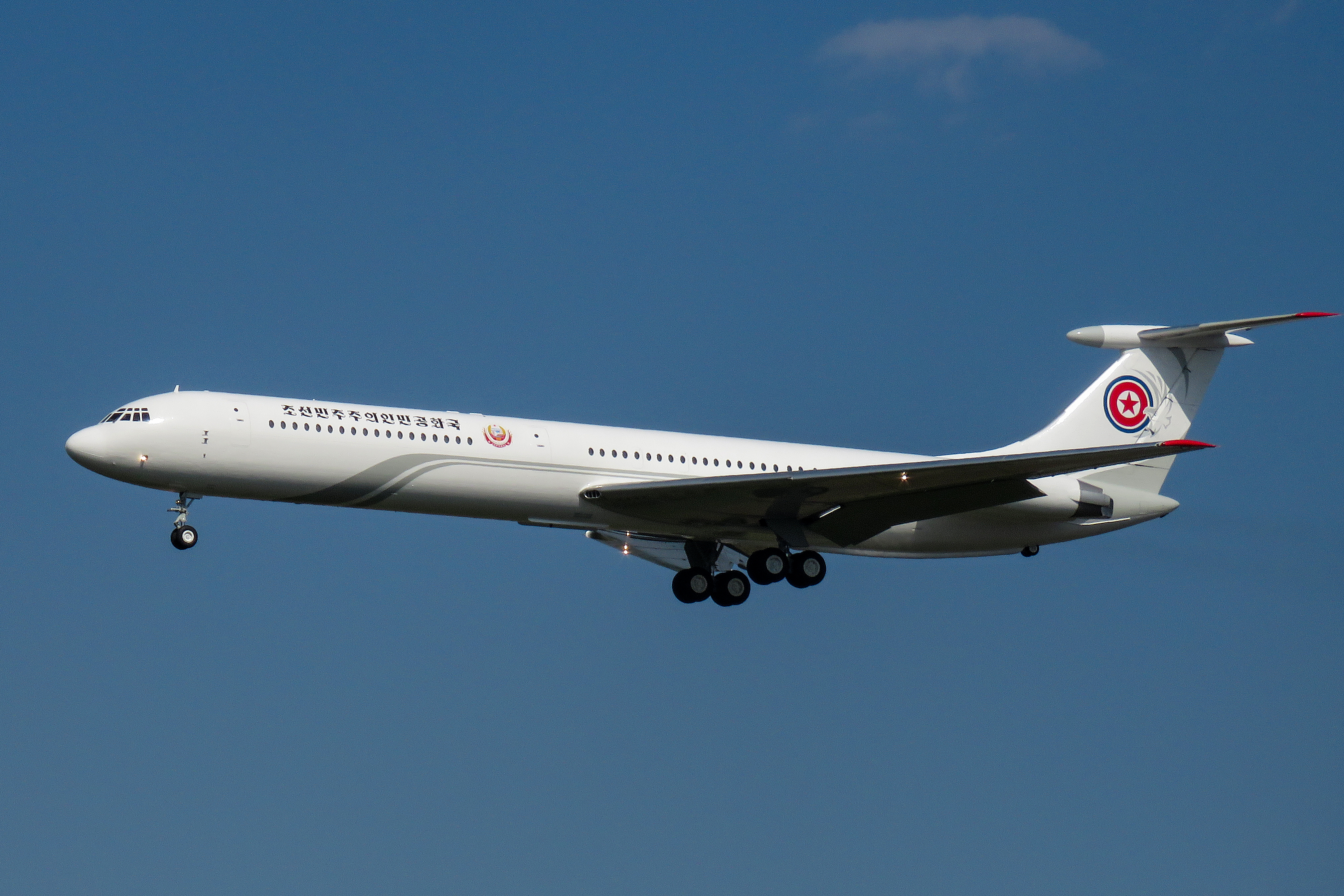
北韓政府的伊爾-62M行政專機

## 採用航空公司
- 因特维亚航空公司
- 阿利亞航空公司
- DETA航空公司
- 古巴航空
- 高麗航空公司
- Aviaenergo
- 露西亚航空
- TAAG安哥拉航空
- Yana航空公司
- Centrafricain
- 中國民用航空局
- 捷克航空公司
- 德意志民主共和国国际航空公司
- 埃及航空公司
- 新千年航空
- 格鲁吉亚航空公司
- 圭亚那航空公司
- 匈牙利航空
- 印度航空公司
- Air Kokshetau

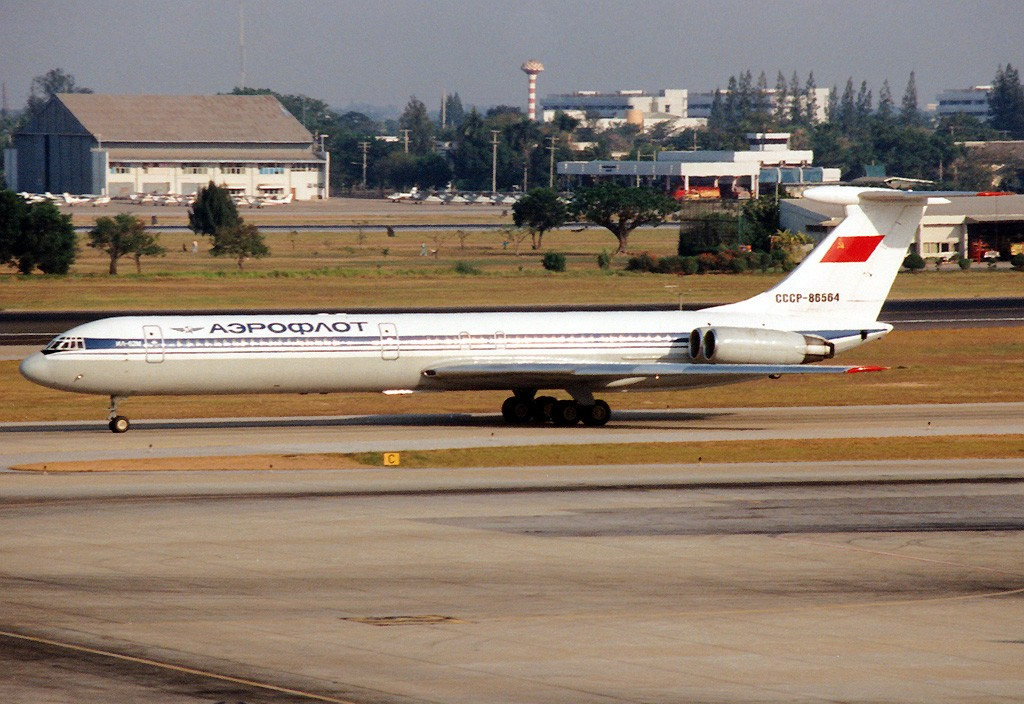
苏联民航的伊尔-62M在廊曼国际机场

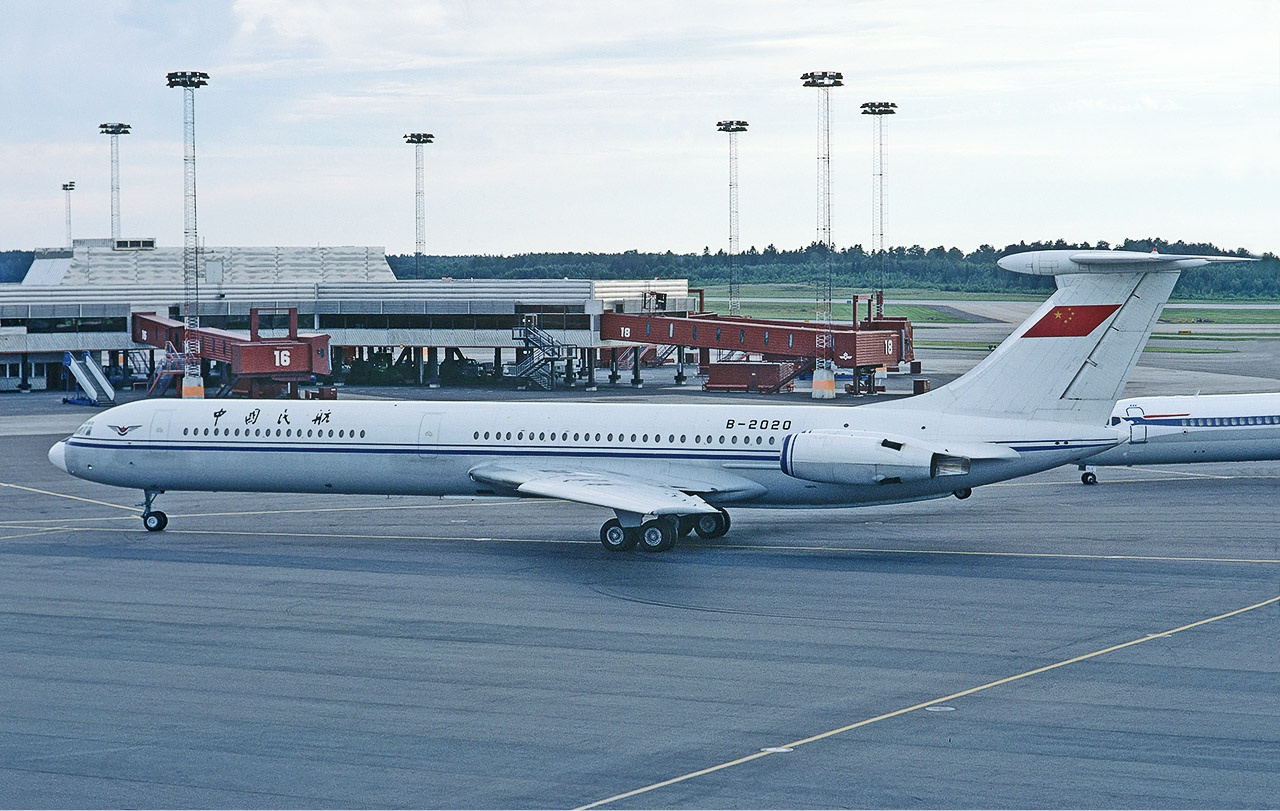
1978年，中國民航的伊爾-62在斯德哥爾摩－阿蘭達機場（IL-62當時為中國民航東歐航線主力機型）

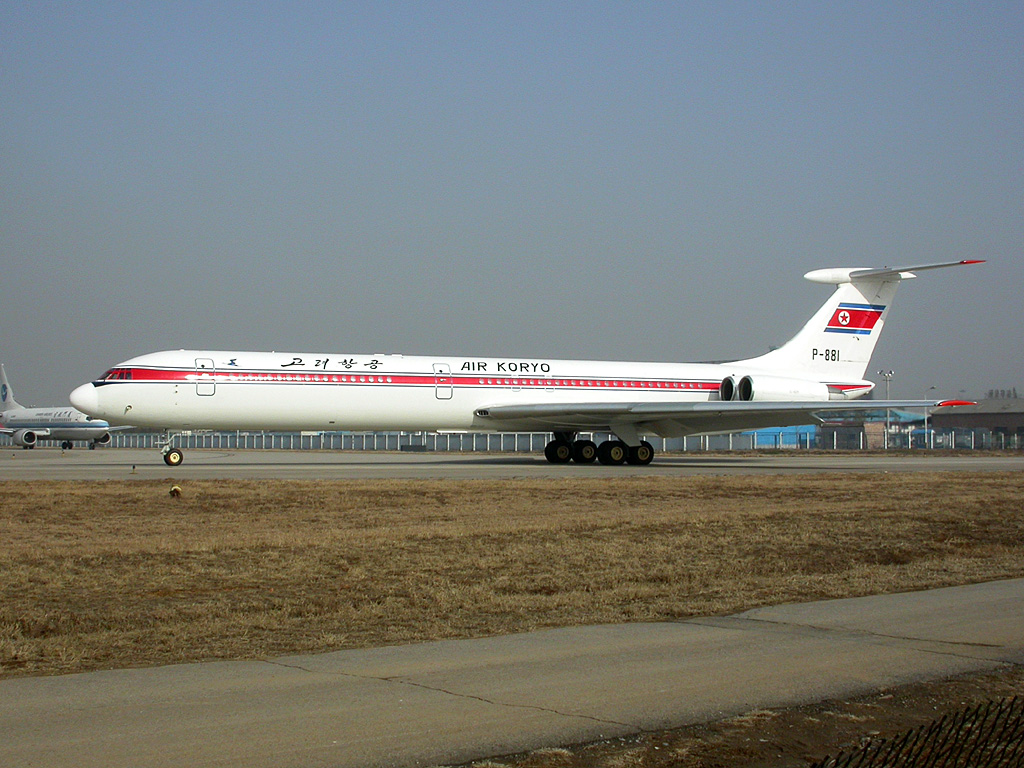
朝鮮高麗航空現時仍有伊爾-62M服役

- Inversija Airlines, Riga
- 利比亞阿拉伯航空公司
- LAM莫桑比克航空
- LOT波蘭航空
- 羅馬尼亞航空公司
- Bural
- Dalavia
- 多莫杰多沃航空
- 日本航空（1969年至1970年3月与苏联民航联营[1]）
- 荷蘭皇家航空（与苏联民航联营）
- 克拉斯诺亚尔斯克航空
- MAVIAL Magadan航空公司
- 俄羅斯天空航空公司
- 薩哈林航空公司
- VIM航空公司
- 烏茲別克斯坦航空公司
- 俄羅斯航空公司
- 烏克蘭航空公司
- Mekong Air International
- Pride African International
- 拉达航空[2]

## 技术参数
参考资料：Jane's All The World's Aircraft 1988–89
基本信息
- 机组：5；3至5名機艙人員（機長、副機長、飛航工程師，有時有領航員和報務員）及4-8名乘務員
- 容量：168-186人油箱容量 105,300升（27,817加侖）

性能

## 重大空難事故
- 蘇聯民航217號班機-1972年10月13日，一架編號為СССР-86671的伊爾-62由巴黎經列寧格勒飛往莫斯科，在謝列梅捷沃機場降落時墜毀，機上174人全部遇難。
- LOT波蘭航空007號班機-1980年3月14日，一架伊尔-62飛機從紐約約翰·菲茨傑拉德·甘迺迪國際機場飛往波蘭華沙肖邦機場。即將降落時飛機引擎失去動力，飛機失去控制，墜毀在波蘭華沙，全機87人無一生還。
- 蘇聯民航343號班機空難-1982年9月29日，一架伊爾-62M在盧森堡芬德爾機場降落時衝出跑道並起火，導致7人死亡。
- 朝鲜民航P-889号客机-1983年7月1日，朝鲜民航一架编号P-889的伊尔-62M在向几内亚科纳克里国际机场进近时，坠毁于富塔贾隆高地，机上23人全部遇难。
- LOT波蘭航空5055號班機-1987年5月9日，飛機起飛後不久墜毀於波蘭華沙，全機183人無人生還。
- 古巴航空9646號班機-1989年9月3日，飛機在何塞·馬蒂國際機場起飛後不久即因惡劣天氣及操作失誤墜毀。機上126人及地面25人在事故中遇難。

## 類似型號
- 維克斯VC10
- 波音707
- 道格拉斯DC-8

## 外部連結
- Pictures of Il-62 （页面存档备份，存于）
- A complete register of all versions of Il-62s built
- A pictorial overview of Il-62s operated by Germany